# Cola Freaks
Cola Freaks er et århusiansk punkrock / New Wave band.
Bandet blev dannet i slutningen af 2006 med tidligere medlemmer af bands som Tæve og Rotter!. Musikken er inspireret af '77 punk og new-wave, teksterne er på dansk.
Bandet er opkaldt efter en sang af det danske punk band Lost Kids.
Medlemmerne i Cola Freaks spiller sideløbende i bands som The Johns og Rotter! m.fl.
Deres debut 7" udkom i sommeren 2007 på det Danske selskab Hjernespind, i forholdsvis blå, hvid og sort farvet vinyl. Oplaget på 1000 eksemplarer blev hurtigt udsolgt og Hjernespind har siden lavet flere genoptryk.
I august 2007 drog de til USA på en imponerende to måneder lang turné, der dækkede 39 stater i alt. På daværende tidspunkt havde bandet eksisteret i mindre end et år og kun udgivet en enkelt EP.
Hjernespind udgav deres anden EP i maj 2008, med de sange Cola Freaks optog på deres USA turne i Memphis med Alicja Trout (River City Tanlines, Lost Sounds) bag mixerpulten.
Udover de to 7" har Cola Freaks udgivet en 7" på det amerikanske selskab Local Cross som blev udgivet i juli '08, som pladeselskabets første udgivelse. Senere i 2008 udkom der en split single med det amerikanske band Autistic Youth på Blackwater Records. Sangene fra denne single optog Cola Freaks i Memphis med Jay Reatard bag knapperne.
I sensommeren 2008 tog bandet igen på turné i USA, denne gang som opvarmningsband for Jay Reatard.
Cola Freaks spillede på Roskilde Festival i 2009. Herudover deltog de i den alternative musikfestival "A Scream in the Dark", der blev afholdt i Huset i Magstræde, og medvirker på den efterfølgende 12" vinyl-udgivelse med nummeret "Dødt Batteri".
Rygterne siger at der i 2010 vil komme en LP på Hjernespind.

## Diskografi
- Cola Freaks 7" (Hjernespind, 2007)
- Ingenting Set 7" (Hjernespind, 2008)
- Dødt Batteri 7" (Local Cross, 2008)
- Cola Freaks/Autistic Youth 7" (Blackwater/Taken by Surprise, 2008)
- Mig, Mig, Mig 7" (Robs House Records, 2010)
- Cola Freaks live at WMBR 88.1 Lp  (Mastermind Records, 2010)
- Cola Freaks s/t Lp/cd  (Hjernespind/Douchmaster Records, 2010)
- Farvel 7" (Local Cross, 2011)

## Compilations
- V/A Killed by Trash vol 2 LP (P. Trash, 2009)
- A Scream in the Dark (Red Tape, 2010)

## Ekstern kilde/henvisning
- Cola Freaks på Myspace
- Video og interview fra dr.dk.
- Omtale og interview (Roskilde Festival). Arkiveret 15. august 2011 hos  Wayback Machine